# Miloš Vučević

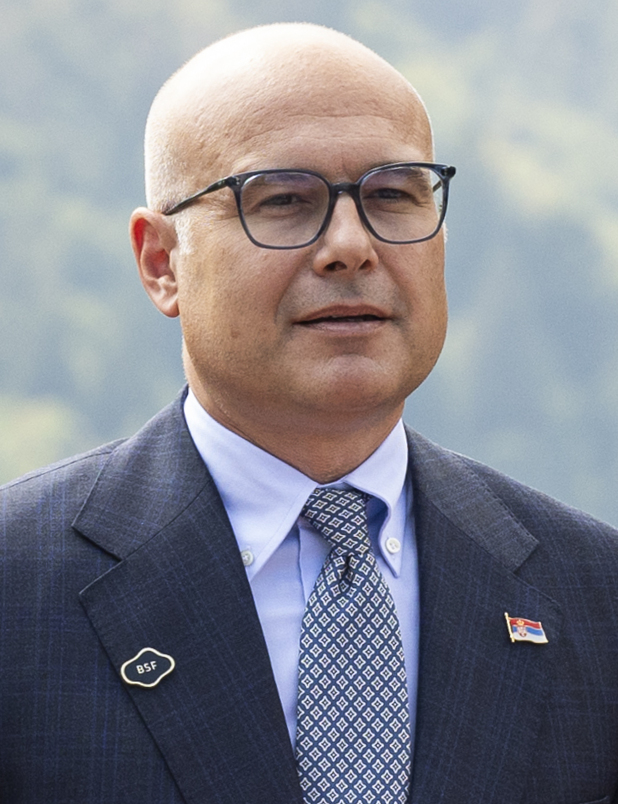
Miloš Vučević (2024)

Miloš Vučević (serbisch-kyrillisch Милош Вучевић; * 10. Dezember 1974 in Novi Sad, SFR Jugoslawien) ist ein serbischer Politiker. Von Mai 2024 bis April 2025 war er Ministerpräsident Serbiens. Seit 2023 ist er Vorsitzender der Serbischen Fortschrittspartei.

## Leben
Vučević absolvierte ein Studium der Rechtswissenschaft an der Universität Novi Sad, das er 2002 abschloss. Ab 2012 war er als Rechtsanwalt tätig.
Seine politische Karriere startete Vučević bei der ultranationalistischen Serbischen Radikalen Partei, bei der bereits sein Vater hochrangiges Mitglied war. Nach deren Spaltung im Jahr 2008 schloss er sich der Fortschrittspartei um Aleksandar Vučić an.
2012 wurde Vučević zum Bürgermeister seiner Heimatstadt Novi Sad, der zweitgrößten Stadt Serbiens, gewählt. Er wurde 2016 und 2020 wiedergewählt und amtierte bis 2022. Am 26. Oktober 2022 wurde er zum Verteidigungsminister und stellvertretenden Ministerpräsidenten im Kabinett Brnabić III ernannt. Am 27. Mai 2023 wurde er zum Vorsitzenden der Serbischen Fortschrittspartei gewählt; bereits ab 2021 war er stellvertretender Vorsitzender der Partei.
Im April 2023 wurden Dokumente aus dem Verteidigungsministerium der Vereinigten Staaten geleakt, aus denen hervorging, dass Serbien zugestimmt habe, Waffen an die ukrainischen Streitkräfte zu verkaufen, um sich gegen beim russischen Überfall auf die Ukraine gegen Russland zu verteidigen. Vučević dementierte dies und erklärte, Serbien habe weder an die Ukraine noch an Russland Waffen verkauft. Er schloss jedoch auch nicht aus, dass serbische Waffen auf andere Weise in das Konfliktgebiet gelangt seien.
Am 2. Mai 2024 wurde Vučević von der Nationalversammlung zum Ministerpräsidenten gewählt. Er führte das Kabinett Vučević. Er kündigte am 28. Januar 2025 seinen Rücktritt von diesem Amt an. Dem Rücktritt waren wochenlange Proteste vorausgegangen. Die Demonstranten warfen der Regierung unter anderem vor, für die Korruption und kriminelle Strukturen im Land verantwortlich zu sein, die zu dem Dacheinsturz des Bahnhofs Novi Sad Anfang November 2024 geführt hätten. Am 19. März 2025 bestätigte das serbische Parlament seinen Rücktritt. Er war noch bis zum 16. April 2025 geschäftsführend im Amt, als die Nationalversammlung Đuro Macut zum Ministerpräsidenten wählte.
Vučević ist verheiratet und hat zwei Söhne.